# Det franske Kulturministerium
Det franske Kulturministerium (fransk: Ministère de la Culture) er et fransk ministerium, der blev oprettet i 1959 med André Malraux som den første minister.
I tiden løb har ministeriet haft forskellige navne. I 1997 kom ministeriet til at hedde «ministère de la Culture et de la Communication» (Ministeriet for Kultur og Kommunikation).

## Forgængere
Frankrig har haft flere forløbere for Kulturministeriet. Landet havde fx en kunstminister fra 1863 til 1870.

## Kulturministre siden 1959
Denne liste er ufuldstændig; hjælp gerne med at udfylde den.
- 1959 – 1969: André Malraux
- 1970 – 1971: André Bettencourt
- 1973 – 1974: Maurice Druon
- 2012 – 2014: Aurélie Filippetti
- 2014 – 2016: Fleur Pellerin
- 2016 – 2017: Audrey Azoulay
- 2017 – 2018: Françoise Nyssen
- 2018 – 2020: Franck Riester
- 2020 – 2022: Roselyne Bachelot
- 2022 – 2024: Rima Abdul Malak
- 2024 – : Rachida Dati

48°51′45″N 2°20′20″Ø / 48.86239°N 2.3389°Ø
1. ↑  www.budget.gouv.fr (fra Wikidata).